# Dragón de Brosno
El Dragón de Brosno (Бросненский дракон: Brosnenski Drakon), también conocido como Brosnia, es el nombre de un monstruo que, se dice, habita en el Lago Brosno, cerca de Andreapol en el oeste de Rusia. Se lo ilustra como un dragón o dinosaurio, y ha sido objeto de numerosas leyendas regionales, algunas de las cuales, datan del siglo XIII. 

## Leyendas
Los rumores de que una extraña criatura habita en el lago Brosno han existido desde hace varios siglos.
- Una leyenda dice que Brosnia espantó al  ejército tártaro-mongol que se dirigía a Novgorod en el siglo XIII. Batu Jan detuvo las tropas a orillas del lago para descansar. A los caballos se les permitió beber agua de este. Empero, cuando los caballos se aventuraron bajo el lago, una gigante creatura emergió del agua rugiendo y  devoró caballos y soldados. Las tropas de The Batu-Jan estaban tan aterradas que se devolvieron, y Novgorod se salvó.

- Viejas leyendas describen una “enorme boca” devorando pescadores.

- Las crónicas de la región mencionan una “montaña de arena”  que aparece en la superficie del lago en algunas ocasiones.

- De acuerdo a otras leyendas, algunos varegos querían ocultar un tesoro en el lago. Cuando estos se aproximaron a una  pequeña isla, un dragón emergió del lago y se tragó la isla.

- Se dice que durante la Segunda Guerra Mundial la bestia se tragó un avión alemán.

## Hipótesis
Existen varias hipótesis científicas que conciernen a Brosnia. Una de ellas, el fenómeno de gas, expone que cuando el sulfuro de hidrógeno se eleva del fondo del lago, hace hervir el agua, lo que hierve a su vez se asemeja a una cabeza de dragón. Sin embargo, la cantidad de sulfuro de hidrógeno debería ser considerable para producir este efecto. 
Otra versión dice que hay un volcán en el lago Brosno que hace eyecciones a la superficie del agua de vez en cuando. Es bien sabido que hay varias fracturas en el fondo del lago, la profundidad y la dirección de estas no se pueden definir. No se descarta que el cráter de un volcán se pueda hallar dentro de una de tales fracturas. Esto explicaría porque el hipotético volcán no ha sido, aún, descubierto (véase Erupción límnica).
No obstante, el fenómeno de Brosnia se puede explicar desde un punto vista físico y perceptivo. Temporalmente, lotas, percas amarillas y eperlanos pueden ser hallados en el lago (se considera extraño que peces de mar puedan vivir en las condiciones de un lago).  Grandes eperlanos son reflejados en la superficie del agua a través de la refracción de la luz y esto produce el efecto de una cabeza de reptil gigante. Los físicos dicen que  los espejismos aparecen en las temporadas calurosas. Ciertamente, los testigos  afirman observar a Brosnia en las épocas de verano. 